# کایئنتای

پرچم کایئنتای

کایئن تای (به ژاپنی: 海援隊 Kaientai) یک شرکت بازرگانی خصوصی بود که امروزه از انواع شرکت سهامی در نظر گرفته می‌شود. کایئنتای در ابتدا کامه‌یاماشاچو (به ژاپنی: 亀山社中 かめやましゃちゅう) نام داشت و توسط ساکاموتو ریوما در ناگاساکی در سال ۱۸۶۵ در دوره باکوماتسو بنیان‌گذاری شده بود.
در سال ۱۸۶۵ مرکز آموزش دریایی کوبه تعطیل شد و سامورایی‌هایی که جهت یادگیری فن دریانوردی در این مرکز جمع شده بودند، فعالیتشان متوقف ماند. سامورایی‌های فراری که قبلاً در مرکز آموزش دریایی کوبه بودند با سرمایه اولیه ای که توسط قلمروی ساتسوما و برخی از تجار تأمین شد شرکت کامه‌یاماشاچو را تشکیل دادند. این سامورایی‌ها پیرامون ساکاموتو ریوما از قلمروی توسا گرد آمدند و فعالیت آنان در این شرکت بازرگانی از سال ۱۸۶۵ تا ۱۸۶۸ به مدت سه سال ادامه داشت. تلاش این شرکت جهت تجارت، کسب سود از طریق میانجیگری و حمل و نقل کالا و غیره بود و در عین حال این گروه تلاش داشتند که با تشکیل یک نیروی دریایی و یادگیری و تمرین روش‌های ناوبری در راه براندازی شوگون‌سالاری توکوگاوا نیز فعالیت کنند.
کامه‌یاماشاچو با نام قلمروی ساتسوما از تاجر انگلیسی توماس بلیک گلاور سلاح و ناو جنگی را خریداری کرده و به عنوان واسطه به قلمروی چوشو که با شوگون‌سالاری توکوگاوا در حال جنگ بود، می‌رساند. در این هنگام رابطه دو قلمروی ساتسوما و قلمروی چوشو خصمانه بود، رئیس این شرکت ساکاموتو ریوما توانست به عنوان یک واسطه روابط این دو قلمرو را بهبود بخشد و در ماه مارس سال ۱۸۶۶ نقش بزرگی در ایجاد اتحاد ساتچو و بسته شدن پیمان بین سایگو تاکاموری از قلمروی ساتسوما و کیدو تاکایوشی از قلمروی چوشو ایفا کند. در ماه ژوئن همان سال اعضای این شرکت با کشتی جنگی یونیون گو در دومین اردوکشی چوشو شرکت کردند و توانستند نقش بزرگی در پیروزی قلمروی چوشو بازی کنند.
در سال ۱۸۶۷ فرار ساکاموتو ریوما از قلمروی توسا بخشیده شد و وی به عنوان کاپیتان منصوب شد. پس از آن نام شرکت از کامه‌یاماشاچو به کایئن تای تغییر پیدا کرد و به غیر از سامورایی‌های فراری طبقات دیگر نیز در آن شروع به کار کردند.
در ۹ نوامبر سال ۱۸۶۷ جنبش براندازی شوگون موجب یک تغییر سیاسی اساسی بنام تایسی هوکان (بازپس‌گیری قدرت از پانزدهمین شوگون ار شوگون‌سالاری توکوگاوا، توکوگاوا یوشینوبو و انتقال آن به امپراتور میجی) شد و مدتی پس از آن در ۱۰ دسامبر همان سال ریوما به همراه ناکائوکا شینتارو در حادثه اومیا ترور شدند. در ۱۷ ژوئن سال بعد کایئن تای به فرمان قلمروی توسا منحل شد.